# Линкольн (Новая Зеландия)
Ли́нкольн (англ. Lincoln) — небольшой город (англ. town) в округе Селуин региона Кентербери на Южном острове Новой Зеландии. По данным переписи 2006 года население города составляло 2727 человек. Город расположен на Кентерберийской равнине, к западу от полуострова Банкс, в 22 километрах к югу от Крайстчерча.

## История
В 1862 году Джеймс Эдвард Фицджеральд выделил часть земель, находящихся в его собственности, для строительства нового посёлка. Этот посёлок был назван в честь графа Линкольна, члена Кентерберийской Ассоциации, с 1851 года являющегося членом управленческого комитета Ассоциации. Выбранное для строительства место на реке позволяло впоследствии построить мельницу, обеспечивающую потребности растущего фермерского района. Поселение было заложено по стандартной шахматной прямоугольной планировке, и Фицджеральд назвал окраинные улицы по сторонам света: Норт-белт (англ. North belt), Ист-белт (англ. East belt), Саут-белт (англ. South belt) и Уест-белт (англ. West belt) соответственно. Внутри периметра улицы были названы по именам детей Фицджеральда: Роберт-стрит (англ. Robert street), Морис-стрит (англ. Maurice street) и Уильям-стрит (англ. William street). Главные улицы Фицжеральд назвал в свою честь: Джеймс-стрит (англ. James street), Эдвард-стрит (англ. Edward street), Джеральд-стрит (англ. Gerald street).
Новый посёлок активно развивался и к 1873 году в Линкольне были почта, мясная лавка, пивная, булочная, кондитерская, склад, гостиница, колесник, плотник и кузнец.
26 апреля 1875 года была открыта железнодорожная ветка, соединяющая Линкольн с Главной южной линией в Хорнби. Впоследствии она стала веткой Саутбридж. Через несколько лет Линкольн сам стал узловой станцией, когда от Саутбридж-бранч была построена ветка Литтл-Ривер. Эта ветка, протянувшаяся до Бердлингс-Флат, была открыта 16 мая 1882 года, а 11 марта 1886 года она дошла и до Литтл-Ривер. Железная дорога просуществовала в Линкольне не слишком долго, и 1 декабря 1967 года была закрыта. В наши дни вдоль старого маршрута железной дороги проходит велосипедно-пешеходная трасса Little River Rail Trail, активно используемая туристами и отдыхающими. 30 ноября 2006 года на этом маршруте было открыто ответвление до Преблтона.

## Образование и инфраструктура
В Линкольне есть одноимённый Университет и высшая школа.
Помимо высших учебных заведений, в городе расположено множество научно-исследовательских организаций, в том числе AgResearch, Новозеландский институт растениеводства и пищевой промышленности, Институт исследования пахотных земель (англ. FAR, Foundation for Arable Research) и Институт землепользования. Около 400 человек, занятых в этих организациях превращают Линкольн в довольно оживлённый городок.
В Линкольне также есть родильный дом, начальная школа, детский сад, площадка и поле для гольфа. Здесь базируется Новозеландская академия крикета.
В Линкольне был построен первый в Новой Зеландии супермаркет, Lincoln New World, оборудованный ветряными генераторами.